# Oo-Topos
Oo-Topos is een computerspel dat in 1986 werd uitgegeven door Polarware. Tijdens het vervoeren van vracht is het ruimteschip gestrand op de planeet Oo-Topos Het doel van het spel is het ruimteschip bemachtigen en deze te repareren en inclusief vracht de planeet te verlaten.

## Platforms
| jaar | platform                      |
| ---- | ----------------------------- |
| 1986 | Amiga, Apple II, Commodore 64 |
| 1987 | Atari ST, DOS                 |